# Ballmann-püspökmadár
A Ballmann-püspökmadár (Malimbus ballmanni) a madarak osztályának verébalakúak (Passeriformes) rendjébe és a szövőmadárfélék (Ploceidae) családjába tartozó faj.

## Rendszerezése
A fajt Hans Edmund Wolters német ornitológus írta le 1974-ben.

## Előfordulása
Afrika nyugati részén, Elefántcsontpart, Guinea, Libéria és Sierra Leone területén honos. Természetes élőhelyei a szubtrópusi és trópusi síkvidéki esőerdők. Állandó, nem vonuló faj.

## Megjelenése
Testhossza 17 centiméter.

## Természetvédelmi helyzete
Az elterjedési területe nem nagy, egyedszáma 2500-9999 példány közötti és csökken. A Természetvédelmi Világszövetség Vörös listáján mérsékelten fenyegetett fajként szerepel.